# 아디다스 탱고 12

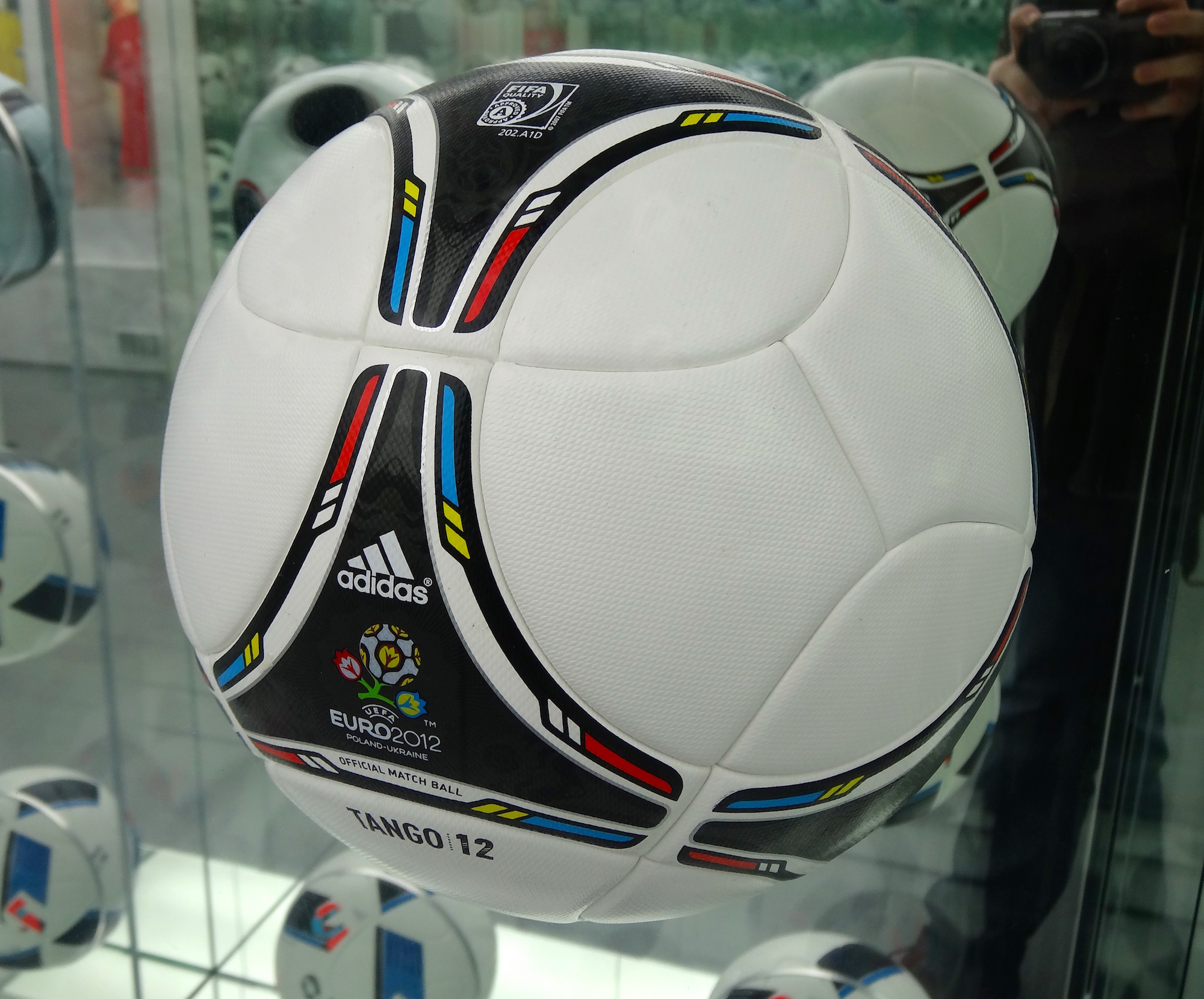

탱고(Tango 12)는 UEFA 유로 2012의 공식 경기구로 개발되었으며 K리그 2012시즌 공식 경기구로도 사용되었다.

## 같이 보기
- 아디다스 탱고
- 아디다스 탱고 에스파냐

| 이전 오이로파스 | UEFA 축구 선수권 대회 공식 경기구 2012년 | 다음 보쥬 |